# Paul Ekman
Paul Ekman je američki psiholog.

## Biografija
Rođen je u Washingtonu 1934. godine. Nije ni završio srednju školu, a već je s petnaest godina upisao osnovne trogodišnje studije na Sveučilištu Chicago. Nakon toga je na Newyorškom Sveučilištu, a zatim nekoliko godina kasnije na Sveučilištu Adelfi doktorirao kliničku psihologiju. Kao student, zanimao se za istraživanja vezana za grupnu terapiju i želio postati terapeut.
Poznat je po ispitivanjima mikro-izraza, a do saznanja o mikro-facijalnim ekspresijama je došao krenuvši upravo od proučavanja osjećaja i emocija. Mikro izrazi su otkriveni 1966. godine od strane psihologa Haggarda i Isaacsa u istraživanjima naznaka neverbalne komunikacije. U njegovo vrijeme nije bio razvijen nikakav postupak za mjerenje pokreta lica. Nadovezavši se na radove i otkrića Haggarda i Isaacsa, Ekman je počeo formirati sustav proučavanja mikroekspresija.
Proveo je godine putujući po svijetu i fotografirajući izraze ljudi različitih rasa i uzrasta. U istraživanjima je obišao mnoge zemlje po svim kontinentima, a najviše je radio u Papui Novoj Gvineji, u Oceaniji, gdje živi oko 1000 različitih kulturnih grupa i gdje se govori preko 700 jezika.
Počevši istraživanje emocija, Ekman je promatrao geste i položaj tijela, te je tako stigao do proučavanja ponašanja lica. Za njegov rad su bile ključne snimke koje je mogao napraviti, a kasnije pregledavati, uspoređivati i podrobnije proučavati. Oko 1966. godine, dok je radio u bolnici, Ekman je snimao sve svoje pacijente bilježeći dvanaestominutne razgovore. Pregledavajući snimke, po prvi put je primijetio mikroekspresiju koja se javila kod jedne pacijentice koja je sve vrijeme pred kamerom lagala.
Paul Ekman je analizom ustanovio da postoji sedam osjećaja kojima odgovaraju određene opće mikroekspresije lica dugačke dvadesetpetinu ili čak petnaestinu jedne sekunde, a to su: bijes, strah, prezir, gađenje, tuga, iznenađenje, i sreća.